# عندما كنا ملوكا
عندما كنا ملوكا، فيلم وثائقي إنتاج عام 1996 من إخراج ليون جاست ويدور حول مباراة الوزن الثقيل بين محمد علي كلاي وجورج فورمان المشهورة باسم القتال في الغابة، أقيمت هذه المباراة في زائير في 30 أكتوبر عام 1974.
على نطاق واسع يمكن اعتباره أفضل فلم وثائقى عن محمد على، مبرزا فيه بصمة الملاكم الأسطورى وكاريزميته، وكذا روعة قيادته لحلبة الملاكمة أثناء القتال.
يشير العنوان للفترة الزمنية التي كان فيها السود ملوكا وملكات في أفريقيا.

## مادة الموضوع
يعرض الفلم الاستعداد للقتال، ويعرض على وهو يتحدث عن معتقداته بشأن الأفارقة، والأمريكين الأفارقة، متحدثا عن النبل المتأصل في في الأفارقة الأصليين، وعن طموحاته للأمريكين الأفارقة في المستقبل.
أظهر الفلم أيضا علاقته بالناس في زائير والحب المتبادل بين على والزائيرين، مقارنة بمجهودات فورمان الفاشلة لبناء شعبيته.
كذلك عرض الفلم المتعهد دون كنج وهو يعمل باول عرض دعائي كبير يقوم به، وكذلك عرض الفلم أداء غنائي لكل من جيمس براون وبى بى كنج في زائير.
هذا هو الفلم الوحيد المحتوى على لقطات ل بلاك وودستوك أو حزمة الأخشاب السوداء وهو العرض الموسيقى الصولو المصاحب للقتال.
يناقش الفلم أخلاقيات تحديد مكان القتال في زائير، وقد موله الدكتاتور الوحشى موبوتو سيكوسيكو.
نورمان ميللر وجورج بلمبتون وسبايك لى وتوماس هوسير ظهروا في مقابلات بالفلم، وتحدثوا حول انطباعاتهم عن زائير وعن القتال، وبخاصة انطباعاتهم حول على، بجانب هذه المقابلات يحتوى الفلم أيضا على لقطات فديو وصور جديدة.
أظهر الفلم معظم أحداث القتال، وبخاصة الضربة المشهورة باسم روبى أ دوبى أو الحبل المنحدر (rope-a-dope)
و التي تسببت في انهاك فورمان وهزيمته بالضربة القاضية في الجولة الثامنة.الفلم يصف بالتفصيل استخدام على المتكرر لليمنى القائدة (right lead).في الجولات الأولى، وهو تكنيك نادر الاستخدام في الملاكمة لأنه يكشف وجه الملاكم لأى هجوم سهل من الملاكم الآخر، لم يكن فورمان مستعدا بما فيه الكفاية لهذه الضربة.أظهر الفلم على وهو يتلقى ضربات قوية وهائلة من فورمان، ويظهر كيف خفف على من وطأة هذه الضربات برد فعله السربع واستخدامه لحبال الحلبة.كلما كان فورمان يقذف بقوته الهائلة، استخدم على سرعة يديه المميزة له لتحطيم بطل الوزن الثقيل، وقى الجولة الثامنة استطاع على اقصاء فورمان المنهك.و استعادة لقبه المنتزع منه لرفضه الالتحاق بجيش الولايات المتحدة الأمريكية خلال حرب فيتنام.
من النقد المتكرر للفلم تحويله الحقائق لمؤثرات درامية، فعلى سبيل المثال تصوير على وهو يتلقى الضربات من فورمان طوال المبارة، وفوزه بالنهاية بالمباراة رغم هذا، لكن في الواقع معلقوا المباراة وقتها انبهروا بسرعة على وعبقريته التكتيكية، وقال جو فريزر: «جورج بيقاتل بغباء».
تم إصدار ألبوم غنائي محتوى على موسيقى الفلم، وبه الحفل الغنائي الذي أقيم وقتها بالإضافة لقطع موسيقية جديدة لفرقة الفيوجيز، وزيلما دافيز، والدويتو الغتائي لكل من بريان ماكنايت وديانا كنج.

## الجوائز والتقدير
عندما كنا ملوكا ينظر إليه في الغالب على أنه أفضل أفلام الملاكمة الوثائقية على الإطلاق، وحصل على أفضل المراجعات والشهادات من النقاد مثل روجر ايبرت

و إدوارد جوثمان
[بحاجة لمصدر].
فاز الفلم بجائزة أحسن فلم وثائقى من الأكاديمية، وفي عرض الجوائز جاء كل من على وفورمان ليشاركوا صناع الفلم استلام الجائزة وليوضحوا للجمهور أنهم في سلام منذ هذه المباراة.

## وصلات خارجية
- عندما كنا ملوكا على موقع IMDb (الإنجليزية)
- عندما كنا ملوكا على موقع ميتاكريتيك (الإنجليزية)
- عندما كنا ملوكا على موقع روتن توميتوز (الإنجليزية)
- عندما كنا ملوكا على موقع نتفليكس (الإنجليزية)
- عندما كنا ملوكا على موقع ألو سيني (الفرنسية)
- عندما كنا ملوكا على موقع أول موفي (الإنجليزية)
- عندما كنا ملوكا على موقع بوكس أوفيس موجو (الإنجليزية)
- عندما كنا ملوكا على موقع فيلمافينيتي (الإسبانية)
- عندما كنا ملوكا على موقع قاعدة بيانات الأفلام السويدية (السويدية)
- عندما كنا ملوكا على موقع قاعدة بيانات الفيلم (الإنجليزية)